# Johan Fredrik Törling
Johan Fredrik Törling, född 1760 i Stockholm, död efter 1805, var en svensk godsägare, kunglig sekreterare och tecknare.
Han var son till hovrättsrådet Johan Magnus Törling och Emerentia Fredrica Rückenschiöld. Han var gift två gånger, ena gången med sin kusin Lovisa Ste(e)nman. Törling ägde och bedrev verksamhet vid Fågelsby i Snavlunda socken, Örebro län. Han flyttade från godset 1801 till okänd ort men måste ha varit i liv på sommaren 1805 eftersom han då tecknade av Snavlunda kyrka. Törling var representerad med teckningar vid den historiskt-topografiska utställningen i Örebro 1902. 